# Emilio Rodrigué
Emilio Rodrigué est un psychanalyste argentin né à Buenos Aires le 8 janvier 1923 et mort le 22 février 2008 à Bahia au Brésil.

## Biographie
Médecin, il a été psychanalysé par Arnaldo Rascovsky, puis il s'est formé dès 1947 à Londres au sein de l'école kleinienne dont il deviendra un adepte, original et créatif. Il a fait une deuxième tranche d'analyse avec Paula Heimann et a été supervisé par Melanie Klein, dont il a par ailleurs psychanalysé la petite-fille. Très engagé à gauche sur le plan politique, il a été de beaucoup de luttes, y compris lorsqu'il s'est confronté à l'Association psychanalytique argentine (APA) dont il était membre. C'est aussi lui qui a permis aux psychologues de devenir psychanalystes au sein de son mouvement dissident de l'APA : Plataforma internacional. 
Emilio Rodrigué s'installe au Brésil et diversifie sa pratique en y intégrant de nouvelles approches de psychothérapies. Il a par exemple été l'un des pionniers de la psychanalyse de groupe. Par ailleurs, dès le début de sa carrière, il s'intéresse à l'histoire de la psychanalyse. En 1996, il publie une biographie monumentale de Sigmund Freud : Sigmund Freud. El siglo del psicoanálisis (Freud. Le siècle de la psychanalyse), traduite et publiée en français en 2000 (voir ci-dessous). 
"Je suis un dissident de l'Association psychanalytique internationale mais non pas de la psychanalyse", disait-il.

## Publications
- Séparations nécessaires : Mémoires, Payot, 2005,  (ISBN 2228899313)
- Plate Forme II, in Questions de style, collectif Revue Essaim, Numéro 9, 2002,  (ISBN 2749200377)
- Freud : Le Siècle de la psychanalyse, Payot, 2007,  (ISBN 9782228901321) [lire en ligne]. Première édition en français : Freud. Le siècle de la psychanalyse, 2 volumes, Payot, coll. « Désir Payot », 2000 (Freud. Le siècle de la psychanalyse 1, 637 p.  (ISBN 2-228-89251-3) et Freud. Le siècle de la psychanalyse 2, 613 p.  (ISBN 2-228-89252-1)[3]).

- Roman : Pénélope, éd.: Payot-rivages, 2007  (ISBN 9782743617318).